# HD 9446
HD 9446 är en ensam stjärna belägen i den södra delen av stjärnbilden Triangeln. Den har en skenbar magnitud av ca 8,35 och kräver ett teleskop för att kunna observeras. Baserat på parallax enligt Gaia Data Release 2 på ca 19,8 mas, beräknas den befinna sig på ett avstånd på ca 164 ljusår (ca 50 parsek) från solen. Den rör sig bort från solen med en heliocentrisk radialhastighet på ca +21 km/s.

## Egenskaper
HD 9446 är en solliknande gul till vit stjärna i huvudserien av spektralklass G5 V. Uppmätt överskott av element tyngre än helium ligger dock över accepterad gräns för solanalog. Den har en massa och en radie som är samma som solens och har ca 1,1 gånger solens utstrålning av energi från dess fotosfär vid en effektiv temperatur av ca 5 800 K. Den har en aktiv kromosfär, som motsvarar en stjärna med en rotationsperiod på ca 10 dygn.

## Planetssystem
I januari 2010 tillkännagav forskare upptäckten av två exoplaneter som kretsar kring HD 9446.
| Planet | Massa              | Halv storaxel (AE) | Siderisk omloppstid (d) | Excentricitet | Inklination | Radie |
| ------ | ------------------ | ------------------ | ----------------------- | ------------- | ----------- | ----- |
| b      | ≥0,687 ± 0,0056 MJ | 0,1892 ± 0,0065    | 30,0608 ± 0,0034        | 0,20 ± 0,06   | -           | -     |
| c      | ≥1,71 ± 0,13 MJ    | 0,646 ± 0,022      | 189,6 ± 0,13            | 0,06 ± 0,06   | -           | -     |